# Esztergályhorváti
Esztergályhorváti là một thị trấn thuộc hạt Zala, Hungary. Thị trấn này có diện tích 16,7 km², dân số năm 2010 là 437 người, mật độ 26 người/km².